# أحمد سالم حسن
أحمد سالم حسن ( في مصر - ) دراج من مصر، نافس في حدثين في دورة الألعاب الأولمبية الصيفية لعام 1924.

## روابط خارجية
- أحمد سالم حسن على موقع إحصائيات الدراجات الإحترافية (الإنجليزية)
- أحمد سالم حسن على موقع أوليمبيديا (الإنجليزية)